# Signaturanalyse (Digitaltechnik)
In der Digitaltechnik ist die Signaturanalyse ein Testverfahren, um Schaltungen auf ihre korrekte Funktion zu überprüfen.
Dabei werden Signale aus Schaltungsteilen über einen längeren Zeitraum gesammelt und daraus ein kurzer Bitvektor (die sogenannte Signatur) ermittelt.
Aus dem Vergleich dieser Zeichenkette mit einem Sollwert wird die korrekte Funktion der Gesamtschaltung gefolgert. Alle Einfachfehler werden bei einer Testsequenz länger als die Schieberegisterlänge erkannt. Für längere Sequenzen wird die Fehlererkennungsrate F eine Funktion der Schieberegisterlänge und ergibt sich zu F = 1 − 2−n
Beispiel: n = 16 → F = 1 − 2−16 ist rund → 0,999985
Zur Ermittlung der Signatur werden oft linear rückgekoppelte Schieberegister (LFSR) eingesetzt.
Zu Signaturanalyse zählen die Varianten:
- Multiple Input Signature Register (MISR): Parallele Beobachtung mehrerer Signale
- Build In Logic Block Observation (BILBO): Realisierung verschiedener Betriebsarten über zusätzliche Multiplexer an den Speicherelementen, wobei diese noch zusätzlich durch Techniken des LSSD erweiterbar sind, welches eine zustandsempfindliche Betrachtung statt einer Betrachtung auf Grund der Flankensteilheit zur Folge hat.